# Віер (Канзас)
Віер (англ. Weir) — місто (англ. city) в США, в окрузі Черокі штату Канзас. Населення — 569 осіб (2020).

## Географія
Віер розташований за координатами 37°18′30″ пн. ш. 94°46′28″ зх. д. / 37.30833° пн. ш. 94.77444° зх. д. (37.308266, -94.774513).  За даними Бюро перепису населення США в 2010 році місто мало площу 2,43 км², уся площа — суходіл.

## Демографія
Згідно з переписом 2010 року, у місті мешкало 686 осіб у 266 домогосподарствах у складі 176 родин. Густота населення становила 282 особи/км².  Було 309 помешкань (127/км²).
Расовий склад населення:
| - 94,5 % — білих - 2,6 % — корінних американців - 0,3 % — чорних або афроамериканців |

До двох чи більше рас належало 1,7 %. Частка іспаномовних становила 2,2 % від усіх жителів.
За віковим діапазоном населення розподілялося таким чином: 25,8 % — особи молодші 18 років, 60,1 % — особи у віці 18—64 років, 14,1 % — особи у віці 65 років та старші. Медіана віку мешканця становила 38,8 року. На 100 осіб жіночої статі у місті припадало 101,2 чоловіків;  на 100 жінок у віці від 18 років та старших — 95,0 чоловіків також старших 18 років.
Середній дохід на одне домашнє господарство  становив 37 318 доларів США (медіана — 36 250), а середній дохід на одну сім'ю — 44 191 долар (медіана — 45 625). За межею бідності перебувало 34,5 % осіб, у тому числі 58,4 % дітей у віці до 18 років та 33,8 % осіб у віці 65 років та старших.
Цивільне працевлаштоване населення становило 268 осіб. Основні галузі зайнятості: освіта, охорона здоров'я та соціальна допомога — 29,9 %, виробництво — 26,9 %, публічна адміністрація — 15,7 %, роздрібна торгівля — 10,4 %.